# Eugen von Keyserling
Eugen Graf von Keyserling (Pockroy, 22 marzo 1833 – Dzierżoniów, 4 aprile 1889) è stato uno zoologo e aracnologo tedesco.

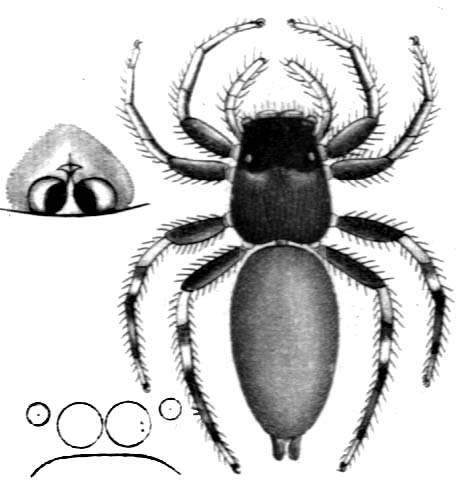
Disegno anatomico del ragno salticida Cosmophasis obscura, eseguito da Eugen Graf von Keyserling

Ha studiato storia naturale a Dorpat dal 1851. Considerato tra i maggiori aracnologi del XIX secolo, ha descritto numerose specie animali, in particolare ragni. 
Ha partecipato a varie esplorazioni e spedizioni, fra cui la più rilevante fu la Khorasan, in lungo e in largo per il Caucaso nel 1858 e 1859, descrivendo anche pesci di acqua dolce. Ha viaggiato anche in Inghilterra, Francia e Algeria, collezionando oltre 10 000 esemplari di ragni.

## Taxa descritti
Di seguito alcuni taxa da lui descritti:
- Ctenidae Keyserling, 1877, famiglia di ragni
- Sicariidae Keyserling, 1870, famiglia di ragni
- Audifia Keyserling, 1884, ragno (Theridiidae)
- Aysha Keyserling, 1891, ragno (Anyphaenidae)
- Azilia Keyserling, 1881, ragno (Tetragnathidae)
- Bertrana Keyserling, 1884, ragno (Araneidae)
- Ceraarachne Keyserling, 1880, ragno (Thomisidae)
- Epeiroides Keyserling, 1886, ragno (Araneidae)
- Faiditus Keyserling, 1884, ragno (Theridiidae)
- Heurodes Keyserling, 1886, ragno (Araneidae)
- Ordgarius Keyserling, 1886, ragno (Araneidae)
- Paraplectanoides Keyserling, 1886, ragno (Araneidae)
- Pronous Keyserling, 1881, ragno (Araneidae)
- Taczanowskia Keyserling, 1879, ragno (Araneidae)
- Thymoites Keyserling, 1884, ragno (Theridiidae)
- Araneus albotriangulus Keyserling, 1887, ragno (Araneidae)
- Helophora reducta Keyserling, 1886, ragno (Linyphiidae)

## Denominati in suo onore
Di seguito alcuni taxa denominati in suo onore:
- Argiope keyserlingi Karsch, 1878, ragno (Araneidae)
- Chrysometa keyserlingi Levi, 1986, ragno (Tetragnathidae)
- Dipoena keyserlingi Levi, 1963, ragno (Theridiidae)
- Eustiromastix keyserlingi Taczanowski, 1878, ragno (Salticidae)
- Josa keyserlingi L. Koch, 1866, ragno (Anyphaenidae)
- Phoneutria keyserlingi F. O. P.-Cambridge, 1897, ragno (Ctenidae)
- Singa keyserlingi McCook, 1894, ragno (Araneidae)
- Xysticus keyserlingi Bryant, 1930, ragno (Thomisidae)
- Zygiella keyserlingi Ausserer, 1871, ragno (Araneidae)

## Studi e ricerche
- Ha portato a termine Die Arachniden Australiens (1871-1883), lavoro iniziato da L. Koch
- Die Spinnen Amerikas (pubblicato postumo dall'entomologo George Marx). Bauer & Raspe, Nürnberg 1880–1893, 6 volumi

## Collezioni
Alla sua morte la collezione imponente di oltre 10 000 esemplari di ragni fu acquisita dal Museo di storia naturale di Londra.